# Merops bulocki
Il gruccione golarossa (Merops bulocki Vieillot, 1817) è un uccello della famiglia dei Meropidi originario delle regioni centro-orientali, centrali e occidentali dell'Africa.

## Tassonomia
Ne vengono riconosciute due sottospecie:
- M. b. bulocki Vieillot, 1817, diffusa nelle regioni che vanno da Senegal e Gambia fino alla Repubblica Centrafricana;

- M. b. frenatus Hartlaub, 1854, diffusa nella fascia di territorio che dal Sudan del Sud e dalle regioni occidentali dell'Etiopia giunge fino alle zone nord-orientali della Repubblica Democratica del Congo e a quelle settentrionali dell'Uganda.

## Descrizione
Lungo tra i 20 e i 22 cm, presenta testa e dorso verdi, gola rossa, petto bruno e ventre porpora; una mascherina nera incornicia la faccia.

## Distribuzione e habitat
Vive nelle savane arbustive, in prossimità dell'acqua, dal Senegal all'Etiopia.

## Biologia
È una specie molto socievole e gregaria che nidifica in colonie.